# Brasa rugicollis
Brasa rugicollis är en insektsart som beskrevs av Dozier 1927. Brasa rugicollis ingår i släktet Brasa och familjen dvärgstritar. Inga underarter finns listade i Catalogue of Life.